# BeIN LaLiga
beIN LaLiga fue un canal deportivo de fútbol propiedad de Mediapro en colaboración con beIN Sports destinado a emitir LaLiga Santander. Inició sus emisiones a partir de la temporada 2016-2017, y transmitía ocho partidos por jornada, incluyendo a Real Madrid o Barcelona en todas las jornadas excepto las de los "clásicos". Adicionalmente, emitía uno de los dos Real Madrid-Barcelona de la temporada, emitiendo en esa jornada solo 7 partidos del resto de equipos, para totalizar 8 encuentros como el resto de jornadas. Asimismo, también emitía todas las eliminatorias por ronda excepto una de Copa del Rey en las que participaba al menos un equipo de Primera o Segunda, pero solo hasta la ronda de cuartos de final incluida. 
El canal cesó sus emisiones el 16 de agosto de 2019, tras finalizar la concesión de derechos de LaLiga Santander para las tres próximas temporadas. Fue sustituido por Movistar LaLiga ese mismo día a las 00:00h.
Emitía a través de las tres plataformas de pago principales de España: Movistar+ y Orange TV, además de la regional asturiana Telecable. Cuando coinciden dos o más encuentros de Liga o Copa en simultáneo, se podía activar hasta un máximo de 7 señales adicionales para poder emitir todos ellos en directo. Estas señales se denominaban beIN LaLiga Max 1-8.

## Historia
Nació el 1 de julio de 2016 a las 00:00 horas, solamente a través de la plataforma de Vodafone. Posteriormente se ampliaría a Movistar+, Orange TV y Telecable.
Su programación, basada en la emisión en directo y en diferido de partidos de Liga y Copa españolas, se completaba con programas de producción propia, reportajes, análisis y entrevistas.

## Rostros del canal
- Àxel Torres
- José Sanchís
- Danae Boronat
- Lluís Izquierdo
- Miguel Ángel Román
- Felipe del Campo
- Lucía Villalón Puras
- Ricardo Rosety
- Rodrigo González Fáez
- Gemma Soler
- Rubén Uría
- Alberto Edjogo-Owono
- Xabier Mendia
- Almudena Santana
- Daniel Méndez
- David Moldes
- Ismael Medina
- Antonio Callejón

## Comentaristas
- Jorge Valdano
- Andoni Zubizarreta
- Santiago Segurola
- Raúl González Blanco
- Michael Laudrup
- Alberto Edjogo-Owono

## Derechos de emisión
- Primera División Masculina (8 partidos por jornada)
- Primera División Femenina (1 partido por jornada)
- Campeonato de España de Fútbol Masculino (todos los partidos de equipos profesionales excepto uno por jornada, semifinales y final)

Además, emite los siguientes programas de producción propia:
- El club
- LaLiga Word 34
- Courtois
- LaLiga Show
- LaLiga New
- LaLiga Zap
- Crónicas de LaLiga
- LaLiga Best Moments
- Retos cruzados
- Programa LaLiga